# Burg Scharfenstein (Slowakei)
Die Burg Scharfenstein (slowakisch Ostrý Kameň) ist die Ruine einer Höhenburg oberhalb des Dorfes Buková (deutsch: Bixard) im Okres Trnava am Westhang des Bergs Záruby, dem höchsten Berg der Kleinen Karpaten, Slowakei.

## Geschichte
Die Burg wurde im 13. Jahrhundert an den Grenzen des Königreichs Ungarn gegründet, um die Via Bohemica zu sichern, die Prag mit Buda verband und durch das Gebiet der heutigen südwestlichen Slowakei führte. Es war Teil einer längeren europäischen Handelsroute, die vom Bosporus zum Atlantik führte. Der Weg wurde von dem ungarischen König Karl I. und dem böhmischen König Johann um 1335–1336 offiziell festgelegt. Insbesondere umging die Via Bohemica die Stadt Wien um Österreich zu schwächen. Ungarische Könige errichteten ein Netzwerk von Festungen und Wachburgen um den Weg zu schützen, darunter Burg Scharfenstein und Burg Blasenstein. Es war verboten, Zölle und Mautgebühren auf der Straße zu erheben, Händler sollten einen freien und sicheren Durchgang haben.
Sowohl der deutsche Name, als auch der slowakische Name bezieht sich auf den Felsen, auf dem es gebaut wurde. Die Burg war zunächst königliches Eigentum, aber schon 1366 schenkte der König die Burg Nikolaus von Setsch. Im Jahr 1394 übertrug König Sigismund die Burg Herzog Stibor zo Stiboríc a Beckova. Während des Aufstands von Rákóczi im Jahr 1704 kam es in der Nähe der Burg zu einer Schlacht. Die Via Bohemica änderte ihren Verlauf und verlief nun durch Pressburg und die Burg verlor ihre Funktion.
Ende des 18. Jahrhunderts erwarb die Familie Pálffy auf Blasenstein die verfallende Burg und die umliegenden Ländereien.

## Bauwerk
Die Burg entstand am Ende des steilen Grates, von dem sie ein in Felsen gehackter Verteidigungsgraben trennt. Vom Turm der Burg aus konnte man vermutlich benachbarten Burgen wie Burg Blasenstein erkennen. Ab Mitte des 15. Jahrhunderts wurde die Burg in nordwestliche Richtung erweitert, im 16. Jahrhundert eine neue Vorburg mit einer Bäckerei und Wohnungen für das Burgpersonal errichtet.
Heute sind die ausgedehnten Ruinen der Burg, die Reste des Palas, der Wirtschaftsgebäude und von Bastionen, von Wald überwuchert.